# Xã Rolling Green, Quận Ward, Bắc Dakota
Xã Rolling Green (tiếng Anh: Rolling Green Township) là một xã thuộc quận Ward, tiểu bang Bắc Dakota, Hoa Kỳ. Năm 2010, dân số của xã này là 85 người.